# Tilly-la-Campagne
Tilly-la-Campagne è un ex comune francese di 128 abitanti situato nel dipartimento del Calvados nella regione della Normandia. Dal 1º gennaio 2019 è stato accorpato ai comuni di Hubert-Folie e Rocquancourt per formare il comune di Castine-en-Plaine, del quale costituisce comune delegato.  

## Società

### Evoluzione demografica
Abitanti censiti